# Processo de Bessel
Em matemática, um processo de Bessel, que recebe este nome em homenagem a Friedrich Wilhelm Bessel, é um tipo de processo estocástico.

## Definição formal

Três representações de processos de Bessel

O processo de Bessel de um ordem {\displaystyle n} é o processo de valores reais {\displaystyle X} dado por
{\displaystyle X_{t}=\|W_{t}\|,}
em que {\displaystyle \lVert \cdot \rVert } denota a norma euclidiana em {\displaystyle R^{n}} e {\displaystyle W} é um processo de Wiener (movimento browniano) de {\displaystyle n} dimensões a partir da origem.
Este processo de Bessel de {\displaystyle n} dimensões é a solução para a equação diferencial estocástica
{\displaystyle dX_{t}=dZ_{t}+{\frac {n-1}{2}}{\frac {dt}{X_{t}}}}
Em que {\displaystyle Z} é um processo de Wiener (movimento browniano) de dimensão {\displaystyle 1}. Note que esta equação diferencial estocástica faz sentido para qualquer parâmetro real {\displaystyle n} (ainda que o termo de deriva seja singular em {\displaystyle 0}). Assumindo-se que {\displaystyle W} começou a partir da origem, a condição inicial é {\displaystyle X_{0}=0}.

## Notação
Uma notação para o processo de Bessel de dimensão {\displaystyle n} iniciado em {\displaystyle 0} é {\displaystyle BES_{0}(n)}.

## Dimensões específicas
Para {\displaystyle n\geq 2}, o processo de Wiener de {\displaystyle n} dimensões é transitório a partir de seu ponto de origem: com probabilidade {\displaystyle 1}, {\displaystyle X_{t}>0} para todo {\displaystyle t>0}. É, entretanto, recorrente na vizinhança para {\displaystyle n=2}, o que significa que, com probabilidade {\displaystyle 1}, para qualquer {\displaystyle r>0}, há {\displaystyle t} arbitrariamente grandes com {\displaystyle X_{t}<r}. Por outro lado, é verdadeiramente transitório para {\displaystyle n>2}, o que significa que {\displaystyle X_{t}\geq r} para todo {\displaystyle t} suficientemente grande.
Para {\displaystyle n\leq 0}, o processo de Bessel é geralmente iniciado em pontos diferentes de {\displaystyle 0}, já que a deriva a {\displaystyle 0} é tão forte que o processo fica preso a {\displaystyle 0} assim que atinge {\displaystyle 0}.

### Relação com movimento browniano
Processos de Bessel de dimensões {\displaystyle 0} e {\displaystyle 2} são relacionados a tempos locais do movimento browniano via teoremas de Ray-Knight.
A lei de um movimento browniano perto dos extremos de {\displaystyle X} é a lei de um processo de Bessel tridimensional (Fórmula de Tanaka).